# Maladera gorkhae
Maladera gorkhae är en skalbaggsart som beskrevs av Ahrens 2004. Maladera gorkhae ingår i släktet Maladera och familjen Melolonthidae. Inga underarter finns listade i Catalogue of Life.